# クッキーラン:キングダム
『クッキーラン:キングダム』(朝: 쿠키런: 킹덤、英: Cookie Run: Kingdom) は、韓国のデヴシスターズが開発し2021年1月21日に配信開始したiOS、Android用RPG。「クッキーラン」シリーズのスピンオフ作品。

## 内容
プレイヤーはクッキーを操作し、過去の英雄のクッキーや彼らの消失した物語を探索し、遠い昔に存在したクッキーの王国を再建を目指す。プレイする要素としては王国のカスタマイズや、農作物の収穫や物品の納品や探索、敵とのバトル、クッキーの蒐集と育成などがある。登場するクッキーの種類は60種類、ステージ数は200に達する。

## 登場クッキー
『クッキーラン』に登場したクッキーの他に、本作から登場するオリジナルのクッキーも存在する。
クローバー味クッキー
支援型。クッキーの物語を歌にしたいと考えており、演奏用のリュートを所持している。
マドレーヌ味クッキー
防御型。海外の王国の出身であり、伝説のソウルジャムを求めて人生初の遠征にやって来た。
ライ麦味クッキー
射撃型。ワイルドな性格であり、麦を弾丸として発砲する。あるクッキーを探し求めている背景がある。
エスプレッソ味クッキー
魔法型。計算高い性格であり、物事が計画通りに進まなければ気が済まない。
カスタード3世味クッキー
回復型。幼少期から国王を目指し修業を積んでいたと自称する。
毒マッシュ味クッキー
爆発型。空腹に耐えかねて毒キノコを摂取し後遺症を患っている。
リコリス味クッキー
魔法型。暗黒魔女クッキーに奉仕しているが、その裏では不満を募らせている。
ラテ味クッキー
魔法型。マイペースな性格。コーヒー魔法を研究し、その成果を買われて魔法学園の教師として採用された。
ブラックレーズンクッキー
奇襲型。捨てられた村を守る番人で、不愛想な態度を取っているものの、村に危険が迫れば自らを犠牲にしても守る仲間思いの存在。ピュアバニラ味クッキーと和解後、痛みの心を振り払って明るい性格となる。
ペストリー味クッキー
射撃型。ペイストリー教の信徒であり聖職者。教団の聖典を用いた攻撃を行う。
イチジク味クッキー
支援型。ハチミツが流れる肥沃な森林の出身者。鳥を使役する。
海の妖精クッキー
爆発型。海から離れると凍結してしまう呪いにかかっていたが、他のクッキーにより救出される。
マンゴー味クッキー
魔法型。トロピカルソーダ諸島の住人で、島の観光ガイドを務めている。
シャークソルベ味クッキー
奇襲型。発話能力がなく「OooOOOoo！」としか話さないし俊敏性も低いが、毎日を楽しそうに過ごしている。
イカスミ味クッキー
魔法型。かつては宝物の積載された船舶を襲撃して莫大な金貨を吸収していた。
ホーリーベリークッキー
防御型。古代英雄クッキーの一人。自由と情熱の国のホーリーベリー王国を建国しており、豪放かつ気概に溢れた性格。
ラズベリー味クッキー
突撃型。騎士の一家の子孫であり、剣術に長ける。
麻辣味クッキー
突撃型。麻辣村に暮らす麻辣族の族長。強い責任感と強靭さを兼ね備える。鉄槌で地面を粉砕する特性を持つ。
トゥイズルゼリー味クッキー
射撃型。突如麻辣村を襲撃して麻辣族との敵対関係を作り出した、惑星破壊を行う宇宙最強の悪党。マシンガンやレーザーや稲妻を用いる。
パンプキンパイ味クッキー
魔法型。廃屋と化した邸宅の薄暗い裏庭で育ったカボチャで作られており、薄目で微笑んでいる。古い人形ピッピを抱いており、戦闘時にはピッピを巨大化させる。
コットン味クッキー
支援型。温かい性格の持ち主であり、味方の回復能力と羊の召喚・使役能力を持つ。
フロストクイーンクッキー
魔法型。長きにわたって氷城の王座を守り続けた存在で、氷結の能力を持つ。伝承上のフロストウィッチとの関連が示唆される。

## 日本語版声優
- 諏訪部順一 - ダークチョコクッキー[12][13]
- 悠木碧 - チェリー味クッキー[13]
- 内田真礼 - ピュアバニラクッキー[12][13]
- 鬼頭明里 - ラテ味クッキー[13]
- 小野賢章 - 勇者味クッキー[13]
- 島﨑信長 - クローバー味クッキー[13]
- 津田健次郎 - アーモンド味クッキー[13]
- 朴璐美 - 暗黒魔女クッキー[12][13]
- 久野美咲 - カスタード3世味クッキー[12][13]
- 福山潤 - マドレーヌ味クッキー[13]
- 行成とあ - ホーリーベリークッキー[12]
- 本田貴子 - ゴールデンチーズクッキー[12]
- 増谷康紀 - ダークカカオクッキー[12]
- 井上麻里奈 - セイントリリークッキー[12]
- 竹内順子 - 勇敢なクッキー[12]
- 釘宮理恵 - イチゴ味クッキー[12]
- 沢城みゆき - 魔導士味クッキー[12]
- 小松未可子 - レッドチリ味クッキー[12]
- 石川由依 - ムーンライト魔術師クッキー[12]
- 矢島晶子 - 海の妖精クッキー[12]
- 杉田智和 - 炎の精霊クッキー[12]
- 豊永利行 - ウインドアーチャークッキー[12]
- 三木眞一郎 - 千年樹クッキー[12]
- 神谷浩史 - リコリス味クッキー[12]
- 三澤紗千香 - 毒マッシュ味クッキー[12]
- 名塚佳織 - ザクロ味クッキー[12]
- 稲田徹 - 筋肉味クッキー[14]
- 子安武人 - 忍者味クッキー[15]
- 上原あかり - エンジェル味クッキー[16]
- 川澄綾子 - ブラックベリー味クッキー[17]
- 新谷真弓 - 錬金術師味クッキー[18]
- 中条智世 - オニオン味クッキー[19]
- 新井里美 - キャロット味クッキー[20]
- 久保田梨沙 - ビート味クッキー[21]
- 小澤亜李 - プリンセス味クッキー[22]
- 駒田航 - エスプレッソ味クッキー[23]
- 逢坂良太 - 探検家味クッキー[23]
- 田所あずさ - バブルガム味クッキー[24]
- 大谷育江 - パンケーキ味クッキー[24]
- 小清水亜美 - ライ麦味クッキー[24]
- 松岡禎丞 - ハーブ味クッキー[25]
- 武内駿輔 - 紅イモ味クッキー，クリームユニコーンクッキー[25]
- 石川界人 - ミルク味クッキー[25]
- 増田俊樹 - ヴァンパイア味クッキー[26]
- 小林千晃 - スパークリング味クッキー[26]
- 藤田茜 - 粉雪味クッキー
- 伊瀬茉莉也 - ジャングル戦士クッキー
- 小林裕介 - ウェアウルフ味クッキー
- 岡本信彦 - ミントチョコクッキー
- 斎賀みつき - アボカド味クッキー
- 佐倉綾音 - 妖狐味クッキー
- 古谷静佳 - シュークリーム味クッキー
- 折笠富美子 - ブラックレーズン味クッキー
- 日高里菜 - 苺クレープ味クッキー
- 豊崎愛生 - イチジク味クッキー
- 古賀葵 - ペストリー味クッキー
- 坂本千夏 - デビル味クッキー
- 関俊彦 - ベルベットケーキ味クッキー
- 黒沢ともよ - マンゴー味クッキー
- 柿原徹也 - ライラック味クッキー
- 真堂圭 - イカスミ味クッキー
- 石原夏織 - シャークソルベ味クッキー
- 愛美 - パフェ味クッキー
- 長縄まりあ - ラズベリー味クッキー
- 木野日菜 - 月ウサギ味クッキー
- 金丸淳一 - ソニッククッキー
- 広橋涼 - テイルスクッキー
- ファイルーズあい - 麻辣味クッキー
- 小林ゆう - トゥイズルゼリー味クッキー
- 本渡楓 - パンプキンパイ味クッキー[27]
- 堀江由衣 - コットン味クッキー[28]
- 大原さやか - フロストクイーンクッキー[29]
- 久保ユリカ - ココア味クッキー[30]
- 安元洋貴 - セイロンナイトクッキー[31]
- 小野友樹 - エクレア味クッキー[32]
- 浪川大輔 - アフォガート味クッキー[33]
- 上坂すみれ - 黒糖味クッキー[34]
- 前田佳織里 - サクラ味クッキー[35]
- 前野智昭 - ワイルドベリー味クッキー[36]
- 石田彰 - クロテッドクリーム味クッキー[37]
- 檜山修之 - クランチチョコチップクッキー[38]
- 三石琴乃 - オイスター味クッキー[39]
- 柚木涼香 - フィナンシェ味クッキー
- 弦徳 - キャプテンキャビア味クッキー
- 浅水健太朗 - フランソワ
- 谷掛未森 - マカロン味クッキー
- 種崎敦美 - ブラックパールクッキー
- 伊瀬茉莉也 - シャーベット味クッキー
- 奥野香耶 - 吟遊詩人クッキー
- 大地葉 - 松ぼっくり味クッキー[40]
- 水島裕 - 予言者味クッキー
- 高尾奏音 - ミルキーウェイ味クッキー
- 日笠陽子 - ブルーベリー味パイクッキー
- 石川由依 - ムーンライト魔術師クッキー
- 市川蒼 - スターダストクッキー
- 森嶋秀太 - カプサイシン味クッキー
- 榊原優希 - プルーンジュース味クッキー
- 知念明希保 - クイニーアマン味クッキー
- 小西克幸 - ドラゴンフルーツ龍クッキー
- 鶴田遼平 - ロイヤルマーガリン味クッキー
- 佐倉ゆき - タルトタタン味クッキー
- 渡辺はるか - スナップドラゴンクッキー
- 山本亜依 - キラキラグリッター味クッキー
- 真田アサミ - ブラックレモネード味クッキー
- 鈴木裕斗 - ロックスター味クッキー
- 石上静香 - ハッカ飴味クッキー
- 潘めぐみ - クリムゾンコーラルクッキー
- 佐藤未奈子 - フリルクラゲ味クッキー
- 松岡洋平 - バスクチーズ味クッキー
- 日岡なつみ - フェットチーネ味クッキー
- 氷青 - オリーブ味クッキー
- 中恵光城 - モッツァレラ味クッキー
- 進藤あまね - つららイエティクッキー
- 村上聡 - クリームブリュレ味クッキー
- 仁見紗綾 - リンツァークッキー
- 河西健吾 - 義賊味クッキー
- 久條楓 - スズラン味クッキー
- 塩尻浩規 - マーキュリーナイトクッキー
- 佐原誠 - フェアリーキングクッキー
- 松田颯水 - 抹茶味クッキー
- 綿貫竜之介 - バターロール味クッキー
- 桐村まり - サントノーレ味クッキー
- 大久保藍子 - ウニ味クッキー
- 加藤英美里 - 雷神武将クッキー
- 井上喜久子 - ミスティックフラワークッキー
- 野口瑠璃子 - 雲カイチ味クッキー
- 石井真 - 花桃味クッキー
- 大森舞 - ホイップ白テンクッキー
- 林鼓子 - 星サンゴ味クッキー
- 楠大典 - バーニングスパイスクッキー
- Lynn - ナツメグタイガー味クッキー
- 真野恭輔 - スモークチーズ味クッキー
- 長月あおい - クルフィモンキー
- 黒木ほの香 - 金木犀味クッキー
- 井上ほの花 - 紅赤金木犀味クッキー
- 高梨謙吾 - ツバキ味クッキー
- 伊藤彩沙 - プリンアラモード味クッキー
- 佐倉薫 - チョコドリズルクッキー
- 千春 - 抹茶ムース味クッキー
- 宮下早紀 - 玉春味クッキー
- 山下七海 - キャンディアップル味クッキー
- 鳥海浩輔 - シャドウミルククッキー
- 前田誠二 - ブラックサファイア味クッキー
- 真野あゆみ - ウェディングケーキ味クッキー
- 中野さいま - フォレノワール味クッキー
- 遠野ひかる - ところてん味クッキー
- 能登麻美子 - エターナルシュガークッキー
- 春川芽生 - パブロバ味クッキー
- 吉成由貴 - シュガーフライ味クッキー

## コラボ
- ソニック・ザ・ヘッジホッグ（2021年）[41]
- ディズニー・ピクサー（2022年）
- サマナーズウォー: Sky Arena（2022年）[42]
- BTS（2022年）
- クロックス（2024年）

## 反響と評価
2020年12月4日から全世界で事前予約が開始され、事前登録者数は3日目で60万人、5日目で100万人を突破した。年が明けて2021年1月6日には事前登録者数は200万人を突破した。
同年1月21日から正式サービスが開始。Google Playストアなど韓国国内の主要マーケットで無料ゲームランキング1位とゲーム売上ランキング2位を記録。同年下半期には海外にも波及し、日本・タイ・台湾のAppleストアとGoogle Playストアでゲーム無料ランキング1位を記録、アメリカのAppleストアでゲーム無料ランキング2位と売上ランキング3位を記録した。また、2021年11月時点で世界累積利用者数は3,000万人を突破した。
2021年11月には大韓民国ゲーム大賞にて、最優秀賞と技術創作賞キャラクター部門で受賞した。